# Don Preston
Donald Ward Preston, známý také jako Dom DeWilde nebo Biff Debrie, (* 21. září 1932 Flint, Michigan) je americký hudebník a hráč na klávesové nástroje.
Pocházel z hudební rodiny a od dětství hrál na klavír. Počátkem 50. let sloužil v Itálii a hrál v armádní kapele. Po návratu do USA hrál v Michiganu jazz. Ve druhé polovině 50. let se usadil v Los Angeles.
V 60. letech byl členem skupiny The Mothers of Invention a po jejím rozpadu doprovázel jejího frontmana Franka Zappu. Později hrál se skupinou The Grandmothers, resp. The Grande Mothers Re:Invented, se kterou v roce 2011 vystoupil v pražské Retro Music Hall. Rovněž vydával vlastní alba a hrál na deskách dalších hudebníků, mezi které patří například John Carter, Eugene Chadbourne, Gil Evans, Robby Krieger a skupina The Residents (Eskimo, 1979). Složil také hudbu k několika filmům, mj. Android (1982), The Being (1983) a Eye of the Tiger (1986)